# Miltos Yerolemou

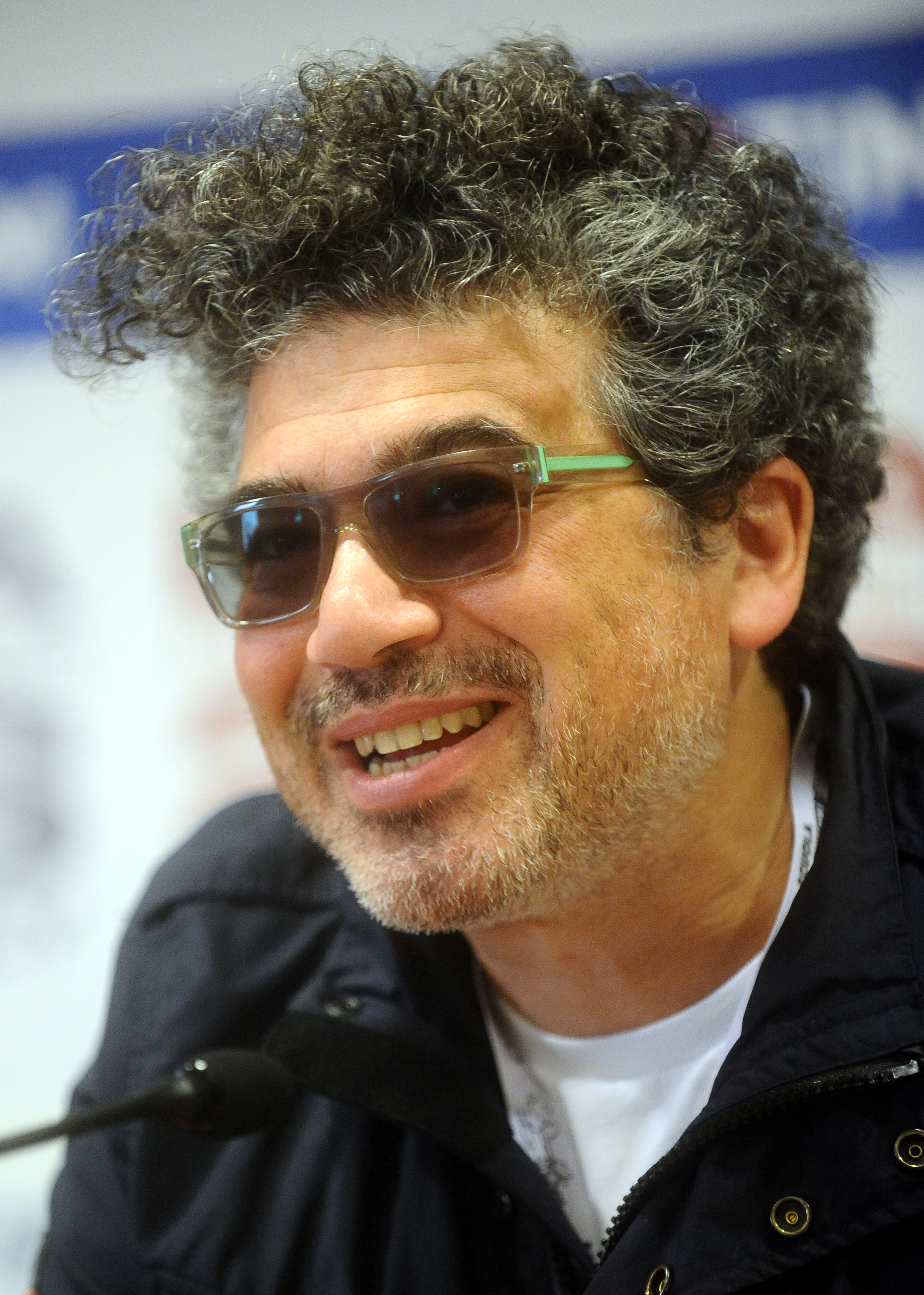
Yerolemou (2018)

Miltos Yerolemou  (* in London) ist ein britischer Schauspieler.

## Karriere
Der Sohn zyprisch-griechischer Eltern wurde in London geboren und wuchs im Vereinigten Königreich auf. Nach seinem Schulabschluss nahm Yerolemou keinen Schauspielunterricht, sondern stieg gleich als Bühnendarsteller ein. Er war auf renommierten Bühnen in Shakespeare-Stücken zu sehen.
Von 1997 bis 2003 gehörte er zur Stammbesetzung der TV-Serie Hububb. 1998 hatte er eine Nebenrolle in Middleton's Changeling, 1999 war er in einer Verfilmung des Shakespeare-Stückes The Winter's Tale zu sehen. Es folgten zwei Statistenrollen in den Dokumentarfilmen Neanderthal und Die Erben der Saurier. Danach war er jeweils in einer Episode der Serie Black Books und My Family zu sehen. Es folgten Besetzungen in The West Wittering Affair, Revealed und dem Kurzfilm The Public Benefits.
Einem breiten Publikum wurde er durch seine Rolle des Schwertkampflehrers Syrio Forel in der ersten Staffel der auf HBO ausgestrahlten Fantasy-Fernsehserie Game of Thrones bekannt. Dabei kam ihm die Tatsache zugute, dass er Fechten betreibt. Yerolemou sprach ursprünglich für die Rolle des Varys vor. 2014 war er in einer Episode von M.I.High zu sehen, außerdem im Fernsehfilm Walter. Im September 2014 wurde bekannt, dass Yerolemou zum Cast von Star Wars: Episode VII – Das Erwachen der Macht gehören wird.

## Filmografie
- 1995: Funny Bones – Tödliche Scherze (Funny Bones)
- 1997–2003: Hububb
- 1998: Middleton's Changeling
- 1999: The Winter's Tale
- 2001: Neanderthal
- 2001: Die Erben der Saurier
- 2002: Black Books
- 2003: My Family
- 2006: The West Wittering Affair
- 2008: Revealed
- 2011: The Public Benefits
- 2011: Game of Thrones (Fernsehserie, 3 Folgen)
- 2011: Sex on the Beach
- 2014: M.I.High
- 2014: Walter
- 2015: Wölfe (Wolf Hall, Fernsehserie, Episode 1x03)
- 2015: The Danish Girl
- 2015: Star Wars: Das Erwachen der Macht (Star Wars: The Force Awakens)
- 2016: New Blood – Tod in London (New Blood, Fernsehserie, 2 Episoden)
- 2017: Tulpenfieber (Tulip Fever)
- 2017: Mord im Orient Express (Murder on the Orient Express)
- 2018: Marcella (Marcella, Fernsehserie, 2 Episoden)
- 2024: Alex Rider (Fernsehserie, Episode 3x06)
- 2024: Back to Black